# Combustible

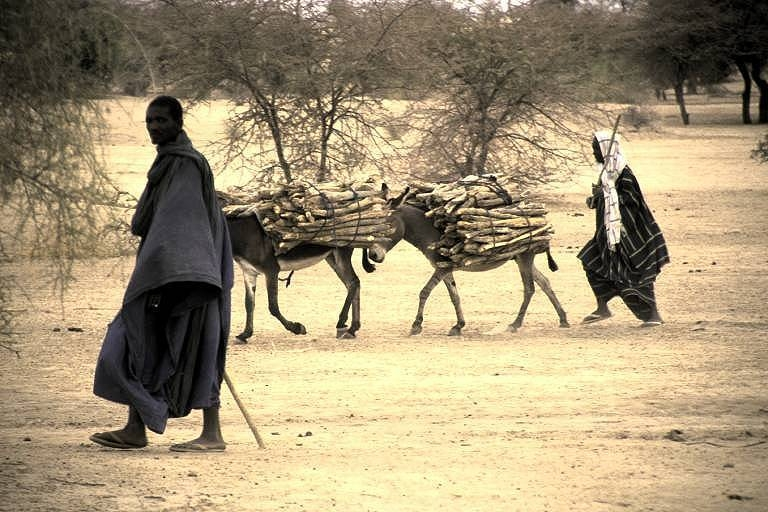
La fusta fou el primer combustible usat per la humanitat

Un combustible és una substància emprada per a produir energia mitjançant la seva combustió. També ho són les matèries primeres de les que s'extreu calor interna en una central nuclear. L'energia continguda en els combustibles, un cop alliberada, es pot transformar parcialment en altres tipus d'energia, es pot emmagatzemar, transportar i utilitzar en el moment desitjat. A cada transformació, a la mateixa combustió, al transport i a cada procés una part de l'energia inicial es perd en forma d'energia no aprofitable o energia no útil.
Els combustibles han estat substàncies de vital importància a partir de la revolució industrial en el tipus de desenvolupament tecnològic, i conseqüentment econòmic, polític i social, que ha tingut lloc a la cultura occidental postindustrial i la globalització. Per la influència d'aquesta països a la resta del món, també té enormes conseqüències a països del segon i tercer món, que inclouen l'explotació de persones locals fregant l'esclavitud al tercer món per part de multinacionals, guerres de conveniència energètica a l'Orient Pròxim, malmesa del medi ambient a tot el món, etc.

## Tipus de combustibles

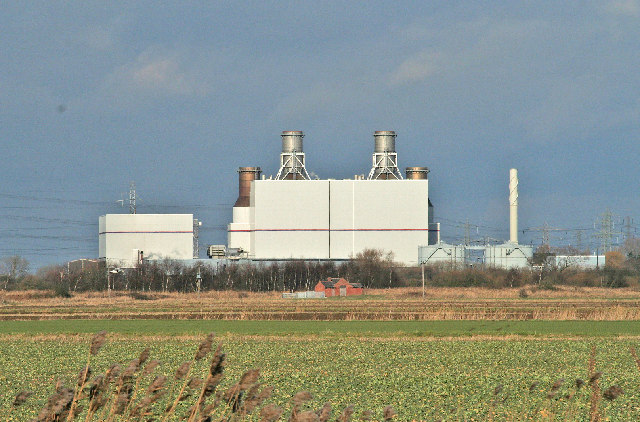
Planta d'electricitat a partir de combustible.

Els combustibles són aquelles substàncies que alliberen energia mitjançant una reacció química anomenada combustió. Generalment una combustió és una reacció d'oxidació en la qual l'oxigen reacciona amb un comburent i la substància que s'oxida com a combustible.
El primer combustible a ser utilitzat per als humans van ser els vegetals: fulles seques i fusta per encendre foc, des de l'època prehistòrica. Se n'han trobat proves en alguns jaciments d'australopitecs i en altres de posteriors. Els combustibles vegetals com la llenya es van usar majoritàriament en molts llocs del món fins a la Revolució Industrial. També s'usava el carbó allà on era fàcil d'obtenir. Aquesta revolució tecnològica i econòmica que va canviar completament la societat occidental va tenir com a conseqüència un consum exageradament massiu de carbó i petroli, i més tard també de gas natural. Els combustibles fòssils són encara avui, malgrat la seva escassesa, els més utilitzats avui en dia al món, especialment al transport. A la producció d'electricitat al segle xx hom va afegir l'energia nuclear, i combustibles com l'urani. Altres combustibles nuclears del futur potser algun dia seran l'heli o l'hidrogen, per exemple. Al canvi de segle hom ha començat a tractar algunes petites porcions de residus urbans orgànics amb fermentacions anaeròbies (sense aire), en lloc de ser llençades a abocadors, cosa que fa disminuir el seu volum i que emetin un gas combustible (metà) útil per a l'obtenció d'energia tèrmica transformable en electricitat.

### Combustibles fòssils

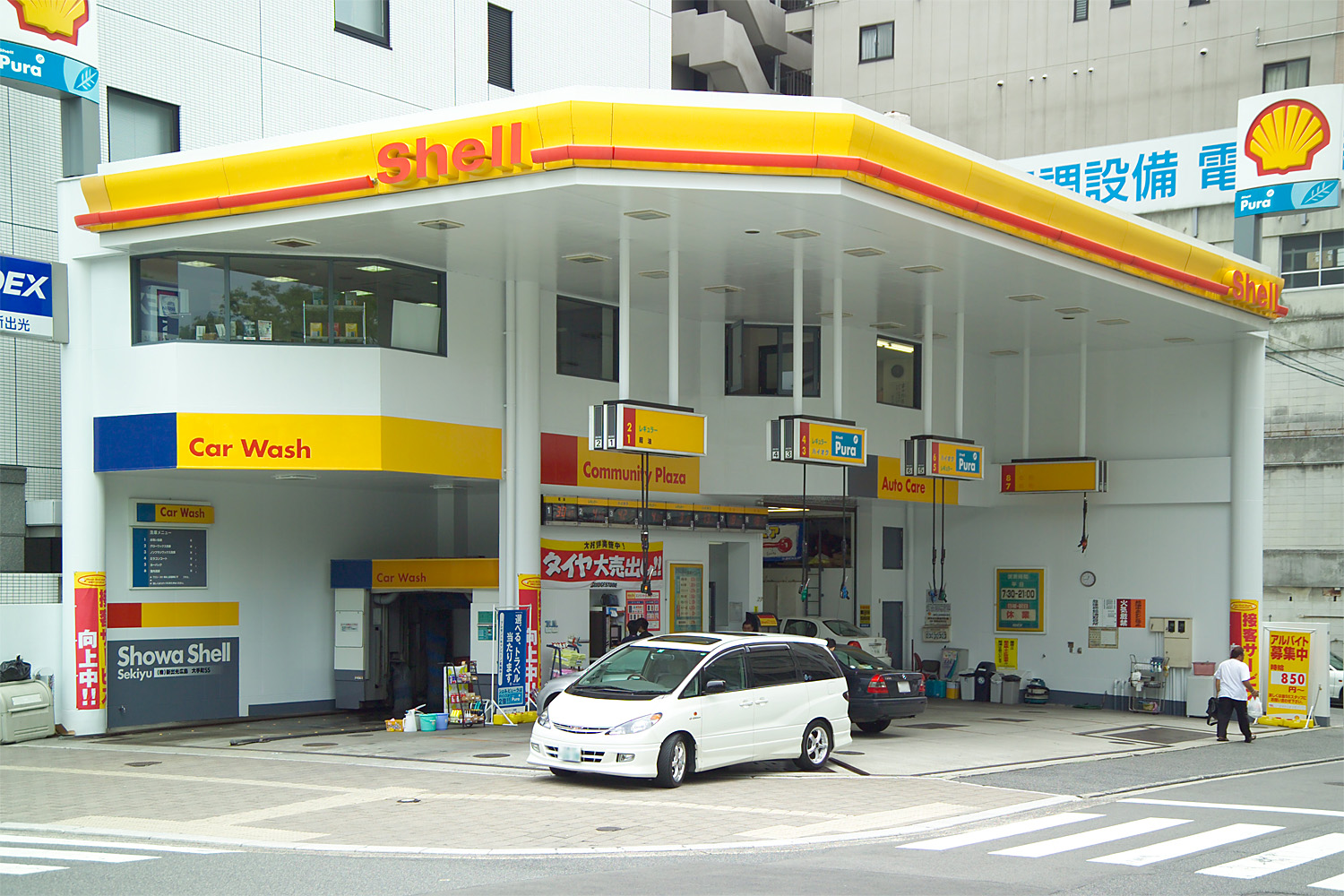
La benzina és un combustible fòssil derivat del petroli.

Els combustibles fòssils són el petroli, el carbó, el gas i els seus derivats. S'anomenen combustibles fòssils una sèrie d'hidrocarburs formats a partir de restes fòssils d'animals i plantes de centenars de milions d'anys d'antiguitat. Aquests poden presentar multitud de formes que varien, depenent del nombre d'àtoms de carboni de les seves molècules, passant pel metà, l'età, el butà o l'octà, entre d'altres.
La indústria, transport i comerç mundial actual estan majoritàriament basats en tecnologies que requereixen bé combustibles fòssils o bé electricitat, obtinguda igualment a partir d'aquests com a energia primària. En l'actualitat s'estima que un 86% de l'energia produïda al món prové dels combustibles fòssils. La creixent demanda d'energia per part de les societats consumistes ha provocat multitud de conflictes i guerres per tal de controlar la producció, distribució i comerç dels combustibles fòssils.
Degut al seu caràcter no renovable, un model social i econòmic basat únicament en energies fòssils no és sostenible, i a més llarg termini no ho serà cap que els inclogui en la seva combinació de fonts d'energia. Per a allargar al màxim les reserves de combustibles fòssils, cal afegir al mix energies renovables.
La crema de combustibles fòssils s'ha convertit en la primera font d'emissions de diòxid de carboni a l'atmosfera, un dels gasos que provoquen l'efecte hivernacle i l'escalfament global, i de la contaminació atmosfèrica en general.

#### Combustibles nuclears

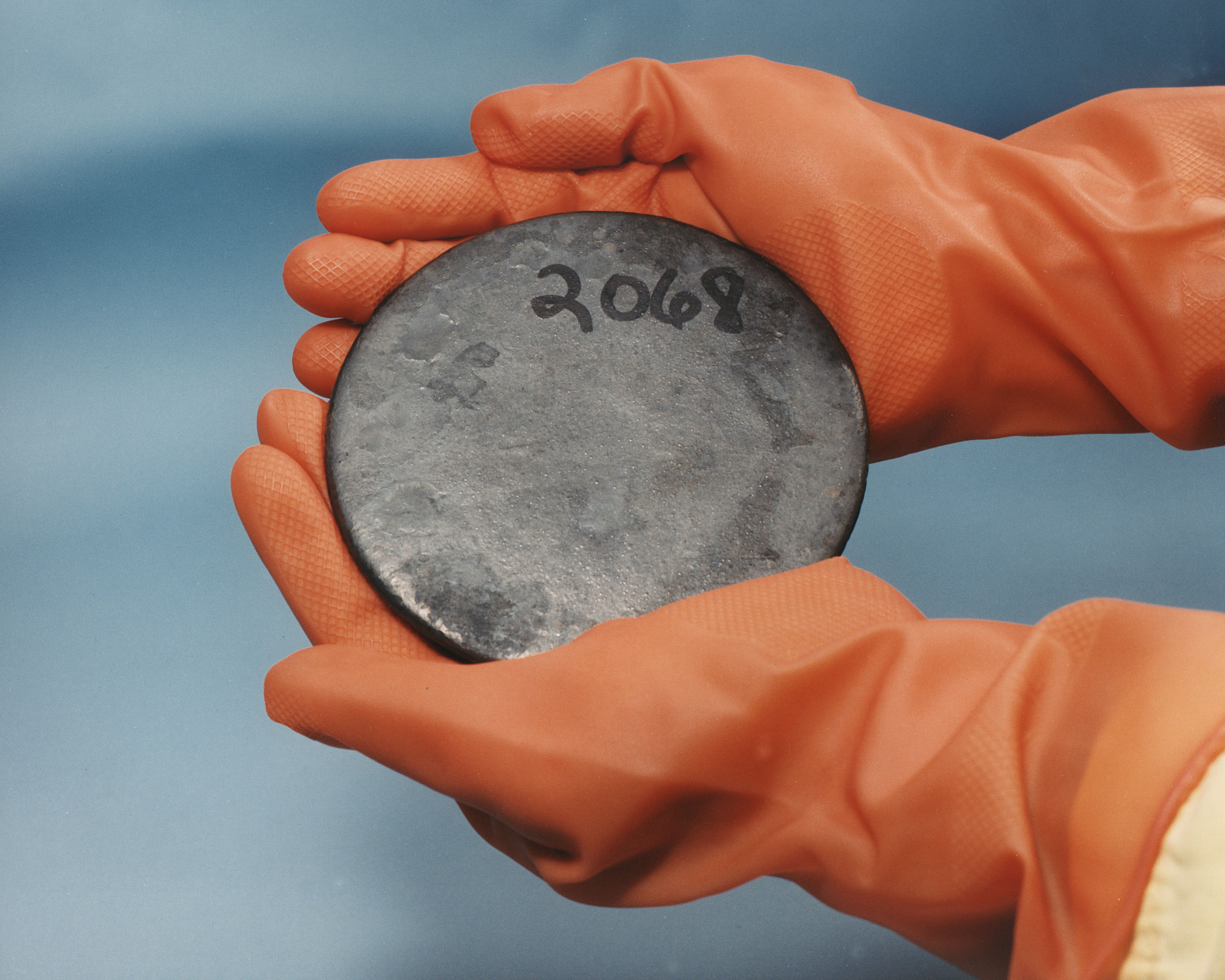
L'urani és el combustible nuclear més emprat en l'actualitat.

Pròpiament la reacció de les centrals nuclears no és cap combustió sinó que es basa en la fissió nuclear. Per analogia els materials radioactius usats en la fissió per produir energia nuclear s'anomenen combustibles nuclears. Malgrat que teòricament qualsevol substància podria alliberar aquest tipus d'energia sota unes determinades circumstàncies, els combustibles nuclears són únicament aquells que permeten un rendiment elevat. El més comunament emprat és l'urani 235, present a l'urani natural i, en més proporció, a l'urani enriquit, del qual s'extreu l'energia per fissió. El major problema que presenta és que els residus d'aquesta reacció són igualment radioactius i s'han d'emmagatzemar en abocadors tancats o dipòsits sota terra o enterrats sota el mar. Un combustible nuclear que es fa amb part de residus d'altres centrals és el MOX, amb un 7% de plutoni i un 93% d'urani "empobrit", malgrat que aquest ús del plutoni afavoreix la proliferació de l'armament nuclear, més si sabem que no totes les centrals nuclears el poden usar.
També hem de tenir en compte que l'urani es un combustible car i tot i comú a la terra, n'hi ha relativament poc en proporció al gran creixement d'ús, sobretot en països com la Xina o l'índia. Per tant, hi ha teories que en prediuen el final del seu ús com a comercialment rendible fins i tot abans que la fi del petroli.Petroli#Reserves
Actualment hom està intentant controlar la fusió d'alguns isòtops d'hidrogen com el triti o el deuteri per a obtenir energia nuclear a partir d'ell com a combustible, una substància relativament abundant a l'aigua més accessible que l'urani que requereix mineria; a més que donaria elements no perillosos ni contaminants; però de moment encara no s'ha aconseguit regular el procés de fusió, sobretot per la dificultat de contenir el combustible durant la reacció, ja que l'hidrogen es presenta en estat gasós mentre que els combustibles nuclears convencionals són sòlids.
Amb l'objectiu de potenciar el desenvolupament del reactor nuclear de fusió, a França s'està desenvolupant un projecte participat per diferents països de la comunitat internacional: el Projecte ITER (International Thermonuclear Experimental Reactor). El projecte es proposa la construcción d'un reactor experimental de fusió com a experiment científic a gran escala destinat a provar la viabilitat de la fusió nuclear com a font d'energia.

#### Agrocombustibles

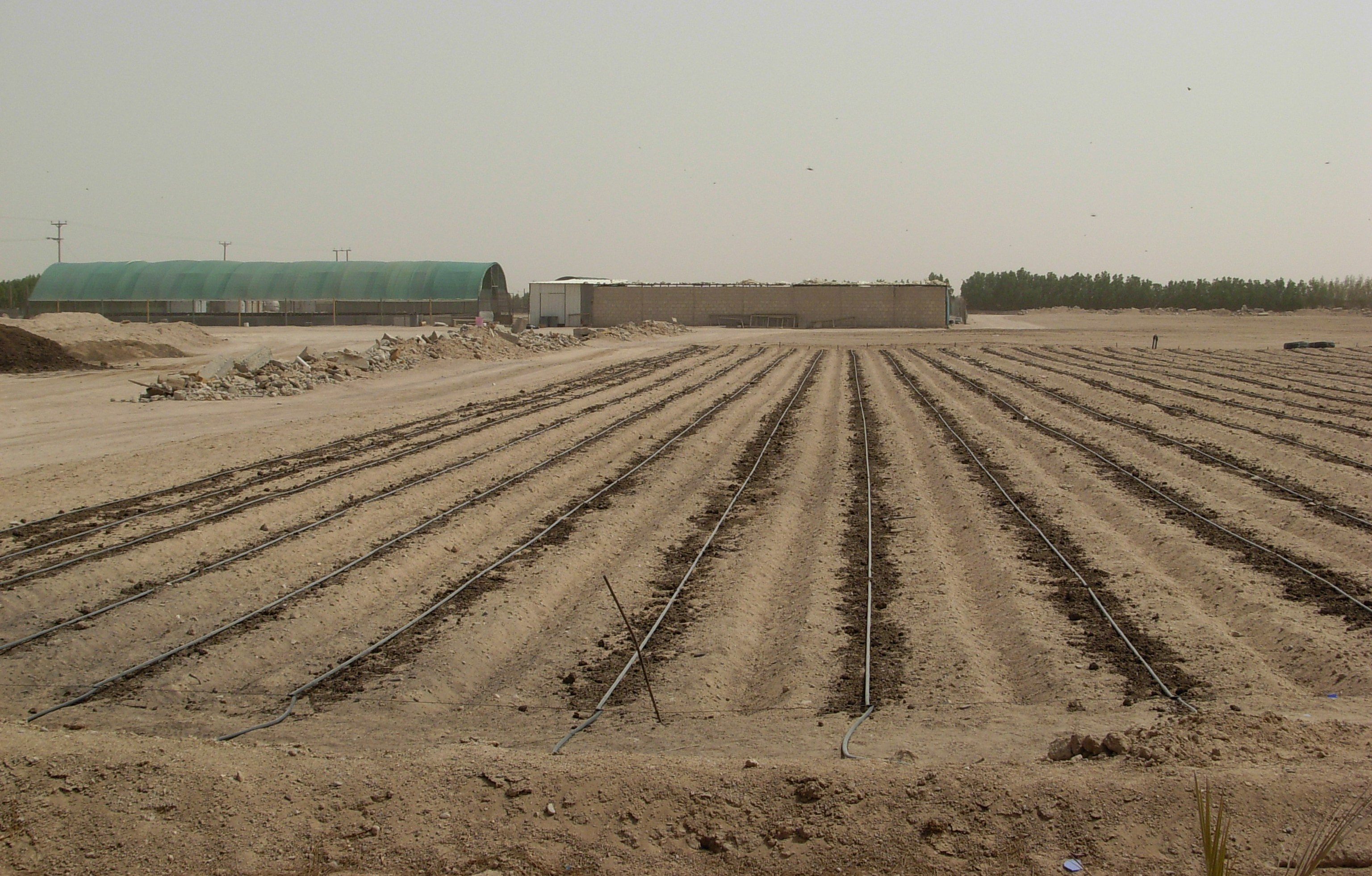
Cultivant tota la superfície de la Terra, incloent actuals ciutats, boscs, conreus per a alimentació, etc. no obtindriem ni la quarta part de biocombustible equivalent al consum actual de combustibles fòssils, i molt menys respecte al consum total de combustibles.

La fusta a les llars i l'oli d'oliva per a llums són dos exemples de combustibles orgànics no fòssils que avui podrien ser anomenats bio per a alguns comerciants per qüestions de mercadotècnia i que formen part dels combustibles més antics usats a la nostra societat. Avui algunes persones interessades poden etiquetar de biocombustibles a aquests combustibles i altres, líquids o no, i en particular aquells que es poden obtenir a partir de residus (deixalles, olis usats, mobles vells, etc.) com a alternativa parcial i circumstancial a altres combustibles. Un agrocombustible (abans biocombustible) és tot combustible fet amb matèria primera obtinguda per conreu agrícola.
Alguns anomenen doncs agrocombustibles a aquelles substàncies com l'alcohol, l'oli, el greix, la fusta, les fulles, el paper o el carbó vegetal (fusta cremada) i en general qualsevol planta o animal capaç de cremar, produint energia tèrmica. Els combustibles fòssils provenen també de matèria orgànica, descomposta i comprimida. Es pot obtenir metà, per exemple, descomponent sense aire les deixalles orgàniques. No és viable ni sostenible produir expressament aquesta mena de combustibles (mitjançant conreus, promoció d'augment de residus, etc.). Modernament, es va transformar la biomassa en pèl·lets per a la possibilitat d'utilitzar-les en instal·lacions automàtiques.

#### Hidrogen i heli
Són combustibles en fase teòrica i de desenvolupament. El poder calorífic de l'hidrogen triplica el del gas natural i duplica el de la benzina. Per la seva composició química, a més, en cremar-se no pot emetre carboni a l'aire, sinó que només emetria vapor d'aigua.

## Components i rendiment energètic
Els combustibles fòssils estan compostos essencialment per carboni i hidrogen.
- Un kg de carboni produeix 8.130 kcal (equivalent a 34,03 MJ) i en cremar totalment es transforma en diòxid de carboni (CO₂).
- Un kg d'hidrogen produeix 34.500 kcal (equivalent a 144,42 MJ), prop de quatre vegades més que el carboni, i es transforma en aigua (H₂O), alliberat com vapor.

## Poder calorífic
El poder calorífic és una característica decisiva a l'hora d'escollir un combustible. Representa la quantitat de calor, expressada en quilocalories o megajoules, produïda per cada unitat de massa de combustible quan es crema completament.
La determinació del poder calorífic es pot obtenir indirectament a base de l'anàlisi dels elements del producte combustible o directament amb l'ús d'instruments adequats, com un calorímetre.

## Evolució històrica de l'ús dels combustibles
En general la humanitat, en el seu conjunt, ha passat d'utilitzar a petita escala combustibles de baix poder calorífic, poc manipulats i renovables com la fusta i la torba a l'ús massiu de combustibles de gran poder calorífic, fòssils i no renovables com el carbó, el petroli i el gas o l'urani. Si s'implanta la utilització de l'hidrogen aquest pas representaria per la humanitat un combustible d'alt poder calorífic, obtingut a través d'una alta manipulació i amb un període de renovació molt curt.